# 薮宏太
薮宏太（日语：／ Yabu Kota，1990年1月31日—） 是日本偶像，为偶像男子组合Hey! Say! JUMP成员。神奈川县出身，血型为A型，水瓶座，左撇子 。身高179cm。 隶属于杰尼斯事务所。

## 个人简历
- 2001年，[3] 身为小学六年级生的薮宏太进入杰尼斯事务所。[5] 小杰尼斯时代获选结成限定组合Ya-Ya-yah，并于2002年5月15日为NHK动画片《忍者乱太郎》演唱主题曲并发行同名单曲《勇气100% / 直到世界合二为一》。[6]

## 兴趣爱好
热爱足球，一年内会观看J联赛及国际赛事150余场。2016年4月1日在WOWOW播出的“经典传统战役一触即发！直播特别节目今夜决定！巴塞罗那足球俱乐部和梦十皇家马德里足球俱乐部”客串嘉宾主持。

## 演出作品
此处进记载薮宏太个人演出经历。其他演出经历请参看Ya-Ya-yah及Hey! Say! JUMP等词条内容。

### 电视剧
- 太阳的季节（2002年7月7日－9月15日，TBS电视台）——饰演：津川龙哉（小学生时代）

- 3年B组金八先生第七季（2004年10月15日－2005年3月25日，TBS电视台）——饰演：铃木康二郎
  - 第11特辑 （2005年12月30日）
  - 3年B组金八先生最终集～“最后的赠言”（2011年3月27日）

- 侠义看护（日语：任侠ヘルパー）（2009年7月9日－2009年9月17日，富士电视台）——饰演：鹰山三树矢
  - 侠义看护特别集（2011年1月9日）

- White Lab～警视厅特别科学搜查班～（2014年4月14日－6月23日，TBS电视台）——饰演：山根武彦

- 我的彆腳丈夫 （2017年7月8日－2017年9月16日，日本電視台）——饰演：田所陽介

- 犬神家一族（2018年12月24日，富士電視台） ——飾演：多田浩二

- 眼之壁（日语：眼の壁）（2022年6月19日 - 7月17日，WOWOW） ——飾演：堀口勝

### 舞台剧
- SHOW剧･SHOCK（2002年6月4日－6月28日，帝国剧场）[3]

- PLAYZONE 2002爱史（日语：PLAYZONE）（2002年7月14日－8月15日，青山剧场（日语：青山劇場）、大阪盛节大厅（日语：大阪フェスティバルホール））——饰演：王子[注 1]

- 忍者乱太郎 音乐剧（2002年7月20日）

- ANOTHER（2002年8月4日－25日，松竹座）

- DREAM BOY（2004年1月8日－1月31日，帝国剧场 / 5月，梅田艺术剧场）——饰演：不良少年（宏太）[注 2]

- 泷泽歌舞城（日语：滝沢演舞城）（2006年3月7日－4月25日，新桥演舞场）[9]

- 泷泽歌舞城 2007（日语：滝沢演舞城）（2007年7月3日－29日，新桥演舞场）

- DREAM BOYS（2008年3月4日－30日，帝国剧场）[10]

- SHE LOVES ME（2009年12月12日－2010年1月31日，日比谷创新剧院（日语：シアタークリエ））——饰演：乔治·诺瓦克（主角）[3][11]

- 40克拉（2013年9月2日－9月24日，大阪松竹座、东京艺术剧场）——饰演：威尔（主角）[12]

- JOHNNYS' 2020 WORLD（日语：JOHNNYS' World -ジャニーズ・ワールド-）（2013年12月7日－2014年1月27日，帝国剧场）[13]

- 泷泽歌舞伎 10周年庆典（日语：滝沢演舞城）（2015年4月8日－5月17日，新桥演舞场）[注 3]

- ハル（2019年4月1日－14日，TBS赤坂ACT Theater / 2019年4月22日－28日，梅田藝術劇場） ——飾演：石坂ハル（主角）

- 約瑟的神奇彩衣（2022年4月7日－29日，日生劇場 / 5月5日－7日，刈谷市綜合文化中心 / 5月12日－16日，Orix劇場）——飾演：約瑟（主角）

- BE MORE CHILL（2022年7月25日－8月10日，新國立劇場 中劇場 / 8月20日－21日，Canal City劇場 / 8月27日－29日，COOL JAPAN PARK OSAKA）——飾演：Jeremy（主角）

- SHE LOVES ME（2023年5月2日－30日，創新劇院 / 6月3日－4日，東大阪市文化創造館 Dream House / 6月8日－10日，御園座）——飾演：喬治·諾瓦克（主角）

### 综艺节目
- 百秒博士Academy（日语：100秒博士アカデミー）（2013年10月22日－2014年3月11日，TBS电视台）

### 现场活动
- 杰尼斯粉丝感谢祭（2003年10月12日）

- 世界杯排球赛（2003年11月）

- 杰尼斯明星棒球选拔赛～现在！我们能做些什么！！～（2004年11月12日）

## 音乐作品

### 独唱作品
- （填词：TAKESHI，作曲：Tarb Backstrom）（2005年）

- （填词・作曲：Stefan Aberg）（2005年）

- （填词：薮宏太）（2006年）

- （2006年）

- （填词：YUKAKO，作曲・编曲：马饲野康二）——收录于《PLAYZONE 2002 爱史（日语：PLAYZONE）》舞台剧原声带。

- ——收录于《Hey! Say! JUMP 出道及首场演唱会 突发事件 in 东京巨蛋》和《Hey! Say! JUMP SUMMARY 2011》。

- （填词：久保田洋司，作曲：STEVEN LEE・JOEY CARBONE）——收录于《Hey! Say! JUMP Hey! Say! JUMP-ing Tour '08-'09》和《Hey! Say! JUMP SUMMARY 2011》。

- （作詞：RT2、作曲：TAKAROT，Andrew Choi，DEEZ、編曲：佐々木博史）——収録於『SENSE or LOVE〈初回限定盤〉』。（2018年）

### 填词作品
- ——小杰尼斯时代作品，填词处女作。

- School革命（日语：スクール革命）——收录于《午夜的影子男孩》。

- ——收录于《JUMP NO.1》。

- ——收录于《JUMP NO.1》。

- ——收录于《OVER》。

- ——收录于《JUMP WORLD》。

- ——收录于《Come On A My House》。

- ——收录于《smart》。

- ——收录于《JUMPing CAR》。(这是一首专辑里的Unit歌曲，由Unit的其他成员八乙女光、有冈大贵共同填词。)

### 脚注
1. ↑  《PLAYZONE 2002爱史》原声带CD收录了薮宏太的以及薮宏太与少年队合唱的。
2. ↑  《Sad Song》发布。《DREAM BOY》DVD收录其中。
3. ↑  新加坡公演是由薮宏太代替A.B.C-Z的河合郁人出演。[14]

### 出处
1. 1 2 3  . Johnny's net. 杰尼斯事务所. 2012-03-01  [2015-05-06]. （原始内容存档于2021-05-12）.
2. 1 2  . Oricon. 2007-11-20  [2012-06-10]. （原始内容存档于2012-01-11）.
3. 1 2 3 4  . 体育日本. 2009-06-20  [2016-08-25]. （原始内容存档于2016-08-26）.
4. ↑  . . 2012年4月号 月刊版. 集英社. 2012-03-07. ASIN B007AHRF7C.
5. ↑  . モデルプレス. 2016-05-01  [2016-05-01]. （原始内容存档于2019-06-16）.
6. ↑  . 體育報知. 2002-04-28  [2016-08-25]. （原始内容存档于2003-10-05）.
7. ↑  . 體育報知. 2016-03-24  [2016-05-01]. （原始内容存档于2016-06-02）.
8. ↑  . ORICON STYLE. 2016-03-24  [2016-05-01]. （原始内容存档于2019-06-29）.
9. ↑  . シアターガイド. 2006-01-24  [2016-12-03]. （原始内容存档于2016-06-03）.
10. ↑  . 体育报知. 2016-06-29  [2016-12-04]. （原始内容存档于2016-08-16）.
11. ↑  . シアターガイド. 2009-10-28  [2016-05-01]. （原始内容存档于2016-05-22）.
12. ↑  . 共同社. 2013-09-18  [2016-05-01]. （原始内容存档于2016-04-27）.
13. ↑  . 日刊体育. 2013-12-08  [2016-12-04]. （原始内容存档于2019-06-22）.
14. ↑  . ローチケHMV.   [2016-08-25]. （原始内容存档于2016-01-19）.